# 古正举
古正举（1966年9月—），四川省兴文县人，中华人民共和国政治人物。第十四届全国人民代表大会代表。

## 生平
1966年9月，古正举出生在四川省兴文县。1983年，古正举进入古蔺师范学校学习，在校期间的1985年5月加入中国共产党，1986年毕业后分配至兴文县共乐中学成为一名教师、教导副主任、团总支书记。
1990年12月，古正举调到共青团兴文县委工作，次年8月出任副书记，1993年3月升任书记。1995年3月，古正举调至兴文县玉屏乡担任党委书记。1997年11月，古正举调任中共珙县县委常委、组织部部长。2001年1月转任共青团宜宾市委书记。2004年6月，古正举调任中共高县县委副书记、副县长、代县长，次年1月正式出任县长。2008年2月，古正举升任中共高县县委书记、县人大常委会主任。同年9月，古正举调任达州市人民政府副市长。2011年7月出任中共达州市委常委、政法委书记。2014年，古正举成为中共达州市委常委，次年7月兼任政法委书记。2014年10月，古正举调至南充市出任中共南充市委常委，次年1月兼任政法委书记。2016年10月，古正举出任中共南充市委副书记、市关工委主任，2020年10月兼任南充临江新区党工委书记，2021年7月兼任代市长，同年9月正式任南充市人民政府市长。2023年2月，古正举升任中共南充市委书记。

### 落马
2023年11月22日，古正举涉嫌严重违纪违法接受四川省纪委监委纪律审查和监察调查。2024年1月，他正式遭四川省委免职。同月，其第十四届全国人民代表大会代表的资格也被撤销，同年11月，他被中共四川省纪委监委开除党籍和公职。